# Доктрина Стимсона
Доктрина Стимсона (англ. Stimson Doctrine) — обозначение позиции США по поводу японской агрессии в Китае в начале 1930-х годов.
Японская агрессия в Китае началась с подрыва японского поезда под Мукденом, организованного японскими провокаторами (см. Маньчжурский инцидент). Китайское правительство рассчитывало на помощь Лиги Наций и США. Однако первое заявление Китая в Лиге Наций не было поддержано членами Лиги, а Соединённые Штаты, не входившие в Лигу Наций, заявили, что агрессивные действия Квантунской армии не противоречат пакту Бриана — Келлога.
Хотя в США понимали, что ответственность за вторжение полностью лежит на руководстве Японии, официальная позиция США еще осенью 1931 г. состояла в избегании осложнения отношений с правительством Рэйдзиро Вакацуки, которое рассматривалось как умеренное.  Но когда в ноябре 1931 г. японская армия стала продвигаться в глубь Китая, в Вашингтоне возобладали голоса о смене политической стратегии.
Поскольку экономические санкции применительно к Японии не могли принести результата, госсекретарь Генри Стимсон решил, что наилучшим в данной ситуации станет отказ от признания японских завоеваний в Китае. 7 января 1932 г. Стимсон направил в Китай и Японию идентичные ноты, в которых говорилось, что США не будут признавать никакие договоры или территориальные приобретения, навязанные Китаю японским правительством.
Этот внешнеполитический курс вошёл в историю под названием «доктрина Стимсона» или «доктрина непризнания». Это был один из первых признаков признания американцами военной угрозы, исходящей от Японии.